# بطولة آسيا لكرة الصالات 2020
ستكون بطولة آسيا لكرة الصالات 2020 النسخة السادسة عشرة من بطولة آسيا لكرة الصالات، وهي البطولة الدولية لكرة القدم داخل الصالات التي ينظمها الاتحاد الآسيوي لكرة القدم للمنتخبات الاسيوية للرجال. ويشارك في البطولة 16 فريقا التي كانت من المقرر أن تقام في عشق آباد بتركمانستان في الفترة من 26 فبراير إلى 8 مارس 2020. ولكن الاتحاد الآسيوي أعلن في 3 فبراير 2020 أنه بسبب تفشي فيروس كورونا في الفترة 2019-20، تم تأجيل البطولة بعد التشاور مع جميع أصحاب المصلحة المعنيين.

## المنتخبات المتأهلة
تأهل 16 فريقا للبطولة النهائية.
| فريق           | تأهل بصفته                                                     | الظهور     | أفضل أداء سابق |
| -------------- | -------------------------------------------------------------- | ---------- | --- |
| تركمانستان     | مضيف                                                           | السابع     | مرحلة المجموعات (بطولة آسيا لكرة القدم الخماسية 2005، 2006 ‏، 2007 ‏، بطولة آسيا لكرة القدم الخماسية 2008، بطولة آسيا لكرة القدم الخماسية 2010، بطولة آسيا لكرة الصالات 2012) |
| تايلاند        | فائز بطولة آسيان لكرة القدم داخل الصالات 2019                  | السادس عشر | وصيف (بطولة آسيا لكرة القدم الخماسية 2008، بطولة آسيا لكرة الصالات 2012) |
| إندونيسيا      | وصيف بطولة آسيان لكرة القدم داخل الصالات 2019                  | العاشر     | مرحلة المجموعات (بطولة آسيا لكرة القدم الخماسية 2002، بطولة آسيا لكرة القدم الخماسية 2003، بطولة آسيا لكرة القدم الخماسية 2004، بطولة آسيا لكرة القدم الخماسية 2005، 2006 ‏، بطولة آسيا لكرة القدم الخماسية 2008، بطولة آسيا لكرة القدم الخماسية 2010، بطولة آسيا لكرة الصالات 2012، 2014)                                                                            |
| فيتنام         | صاحب المركز الثالث في بطولة آسيان لكرة القدم داخل الصالات 2019 | السادس     | المركز الرابع (2016) |
| أوزبكستان      | تصفيات بطولة آسيا لكرة الصالات 2020 المجموعة A فائز            | السادس عشر | وصيف (بطولة آسيا لكرة القدم الخماسية 2001، 2006 ‏، بطولة آسيا لكرة القدم الخماسية 2010، 2016) |
| طاجيكستان      | تصفيات بطولة آسيا لكرة الصالات 2020 المجموعة A وصيف            | الحادي عشر | Quarter-finals (2007 ‏) |
| إيران          | تصفيات بطولة آسيا لكرة الصالات 2020 المجموعة B فائز            | السادس عشر | بطل (بطولة آسيا لكرة القدم الخماسية 1999، بطولة آسيا لكرة القدم الخماسية 2000، بطولة آسيا لكرة القدم الخماسية 2001، بطولة آسيا لكرة القدم الخماسية 2002، بطولة آسيا لكرة القدم الخماسية 2003، بطولة آسيا لكرة القدم الخماسية 2004، بطولة آسيا لكرة القدم الخماسية 2005، 2007 ‏، بطولة آسيا لكرة القدم الخماسية 2008، بطولة آسيا لكرة القدم الخماسية 2010، 2016، 2018) |
| قرغيزستان      | تصفيات بطولة آسيا لكرة الصالات 2020 المجموعة B وصيف            | السادس عشر | Semi-finals (بطولة آسيا لكرة القدم الخماسية 2005), المركز الرابع (2006 ‏، 2007 ‏) |
| الصين          | تصفيات بطولة آسيا لكرة الصالات 2020 المجموعة A فائز            | الثالث عشر | المركز الرابع (بطولة آسيا لكرة القدم الخماسية 2008، بطولة آسيا لكرة القدم الخماسية 2010) |
| اليابان        | تصفيات بطولة آسيا لكرة الصالات 2020 المجموعة B فائز            | السادس عشر | بطل (2006 ‏، بطولة آسيا لكرة الصالات 2012، 2014) |
| كوريا الجنوبية | تصفيات بطولة آسيا لكرة الصالات 2020 Play-off فائز              | الرابع عشر | وصيف (بطولة آسيا لكرة القدم الخماسية 1999) |
| الكويت         | تصفيات بطولة آسيا لكرة الصالات 2020 المجموعة A فائز            | الثاني عشر | المركز الرابع (بطولة آسيا لكرة القدم الخماسية 2003، 2014) |
| البحرين        | تصفيات بطولة آسيا لكرة الصالات 2020 المجموعة A وصيف            | الثالث     | Quarter-finals (2018) |
| لبنان          | تصفيات بطولة آسيا لكرة الصالات 2020 المجموعة B فائز            | الثاني عشر | Quarter-finals (بطولة آسيا لكرة القدم الخماسية 2004، 2007 ‏، بطولة آسيا لكرة القدم الخماسية 2008، بطولة آسيا لكرة القدم الخماسية 2010، بطولة آسيا لكرة الصالات 2012، 2014، 2018) |
| السعودية       | تصفيات بطولة آسيا لكرة الصالات 2020 المجموعة B وصيف            | الثاني     | مرحلة المجموعات (2016) |
| عمان           | تصفيات بطولة آسيا لكرة الصالات 2020 Play-off فائز              | الأول      | أول ظهور |

## وصلات خارجية
- الموقع الرسمي
, the-AFC.com
- AFC Futsal Championship 2020, stats.the-AFC.com